# Eddie Izzard
Suzy "Eddie" Izzard, född 7 februari 1962 i Adenkolonin, är en brittisk komiker och skådespelare. Sedan 1985 har Izzard varit transgender, och från 2020 använt pronomenen hon/henne och i mars 2023 la hon till Suzy som förnamn.

## Biografi
Izzard föddes i Aden i dåvarande Adenkolonin (nuvarande Jemen), en brittisk kronkoloni, men är uppväxt i bland annat Belfast i Nordirland, Skewen i West Glamorgan i Wales och i Bexhill-on-Sea i East Sussex i England.
Eddie Izzard började som ståupp-komiker i Londons West End, men fyller numera alla teatrar hon bokas i. Hennes humor är bred, men Izzard använder ofta seriösa ämnen som grund till sina framträdanden, till exempel folkmord, Gud och religion, historia och filosofi. Ofta är historierna hon berättar hämtade från historiska händelser och personerna vävs in bland moderna företeelser.
John Cleese har givit Izzard epitetet ”den förlorade Monty Python-medlemmen”.

### Karaktär
Izzard imiterar ofta James Mason och Sean Connery. Hon låtsas anteckna i sin hand när skämten misslyckas, och har om sig själv sagt att hon är "en lesbisk instängd i en mans kropp".
Hon generaliserar folkgrupper och nationaliteter som till exempel fransmän, japaner, tyskar, amerikaner och engelsmän. Hon går igenom historiska personer och händelser med ett komiskt perspektiv.

## Verk och produktioner

### Filmografi i urval
- Eddie Izzard: Sån är han (Lust for Glorious - an almost true story) (1997) (TV-film)
- Rackan Rex (1998) (TV)
- Velvet Goldmine (1998)
- The Avengers (1998)
- Mystery Men (1999)
- Shadow of the Vampire (2000)
- Ocean's Twelve (2004)
- Blueberry (2004)
- Mitt super ex (2006)
- Ocean's Thirteen (2007)
- The Riches (2007)
- Across the Universe (2007)
- Berättelsen om Narnia: Prins Caspian (2008)
- Valkyria (2008)
- Bilar 2 (2011)
- United States of Tara (2011)
- Skattkammarön (2012)
- Hannibal (2013-2015)
- Castles in the Sky (2014)
- Powers (2015)
- Rock Dog (2016)
- Whisky Galore! (2016)
- The Lego Batman Movie (2017)
- Victoria & Abdul (2017)[14]
- Förfärliga snömannen (2019) (röst)
- Six Minutes to Midnight (2020) (även manusförfattare och exekutiv producent)

### Shower
- Live at the Ambassadors (1993)
- Unrepeatable (1994)
- Definite Article (1996)
- Glorious (1997)
- Dress to Kill (1998)
- Circle (2000)
- Sexie (2003)
- Stripped (2008/2009)
- Force Majeure (2013)
- Wunderbar (2019)

### Teater
- 900 Oneonta (1994)
- The Cryptogram (1994)
- Edward II (1995)
- Lenny (1999)
- A Day in the Death of Joe Egg (2001–2002, 2003)
- Trumbo (2003)
- Race (2010)